# Olesa de Montserrat
Olesa de Montserrat é um município da Espanha, na comarca de Baix Llobregat, província de Barcelona. Tem 16,63 km² de área e em 2021 tinha 24 132 habitantes (densidade: 1 451,1 hab./km²)., comunidade autónoma da Catalunha
Faz parte da Área Metropolitana de Barcelona e pertence ao partido judicial de Martorell Limita com os municípios de Vacarisses ao norte, Viladecavalls ao leste, Esparreguera ao oeste, e Abrera ao sul.